# Semiocladius brevicornis
Semiocladius brevicornis är en tvåvingeart som först beskrevs av Tokunaga 1964.  Semiocladius brevicornis ingår i släktet Semiocladius och familjen fjädermyggor. Inga underarter finns listade i Catalogue of Life.